# 郭大寨水库
郭大寨水库，位于中华人民共和国云南省临沧市凤庆县郭大寨彝族白族乡境内，是秧琅河中游的中型水库。水库是为了解决凤庆县西南部营盘镇的生产生活用水困难而兴建的一座跨流域引水水库。工程于2012年8月开工建设，2019年6月主体工程完工，2020年5月13日通过下闸蓄水阶段验收，2023年12月21日通过竣工验收。水库控制流域面积222平方千米，总库容5093万立方米。水库大坝为粘土心墙堆石坝，坝顶长234.7米，顶宽10米，最大坝高83.5米。
水库的水经营盘山隧洞6公里长的输水管道每年可向营盘镇供水5461万立方米。